# Andricus callidoma
Andricus callidoma är en stekelart som först beskrevs av Hartig 1841.  Andricus callidoma ingår i släktet Andricus, och familjen gallsteklar. Arten är reproducerande i Sverige.